# Voo Aero Trasporti Italiani 460
O Voo Aero Trasporti Italiani 460 era um voo entre Milão-Linate ao aeroporto de Colônia-Bonn, operado pela companhia aérea italiana ATI, do grupo Alitalia, com um ATR-42-312, prefixo I-ATRH, onde em 15 de outubro de 1987, às 19.28 CET, caiu nas montanhas de Como, em Conca di Crezzo, na zona de Lasnigo, causando 37 vítimas: 3 tripulantes e 34 passageiros. O acidente também é conhecido como o acidente de Conca Crezzo.

## Aeronave
A aeronave, da preifxo I-ATRH "Verona ", era um ATR 42-312 e realizou seu primeiro voo para Toulouse em 24 de abril de 1987. Foi entregue à ATI Aero Trasporti Italiani em 14 de maio de 1987, equipado com dois turboélices Pratt & Whitney Canada PW 120 com helicés Hamilton Standard de 4 pás.

## Acidente e investigação
O avião decolou do aeroporto de Milão-Linate com destino ao aeroporto de Colônia-Bonn às 19h13, com 53 minutos de atraso devido ao tráfego aéreo e ao mau tempo. Após cerca de quinze minutos o avião subia a uma altitude de 14.700 pés, no modo IAS, a uma velocidade constante de 133 nós, quando iniciou um movimento de rotação para a direita e esquerda: 41° para a direita, 100° para a esquerda, novamente 105° à direita e 135° à esquerda. O ATR 42 também fez três mudanças anômalas na atitude para baixo, falhando em recuperar a altitude necessária. O avião caiu com a proa em direção ao solo ao longo das encostas da montanha a cerca de 700 m de altitude, após uma descida descontrolada.
As unidades de investigações de Carabineiros da província de Como e da Força Aérea Italiana mostraram que as condições meteorológicas provocaram a formação de gelo nas asas do ATR 42. A tripulação não conseguiu entender que o gelo e a baixa velocidade estagnariam o avião, algumas manobras para recuperar a velocidade e possivelmente um problema de gerenciamento de compensação fizeram com que o avião mirasse no solo até que colidisse montanha. O acidente de Conca di Crezzo tornou-se um estudo de caso sobre os riscos causados pela formação de gelo nas asas de aeronaves.
A investigação do Judiciário levou a um julgamento que viu o diretor-geral da Aérospatiale e projetista do ATR 42, Jean Rech, e três funcionários da Aero ATI (Settimio Marselli, Adriano Paccariè e Ettore Grion) condenados por um desastre aéreo e múltiplo homicídio, por um ano e dez meses. A motivação era ter subestimado o risco de formação de gelo nas asas do ATR 42 que não tiveram chance de escapar nas condições climáticas proibitivas em que voou, com sistemas antigelo insuficientes, pilotos culpados não treinados e sem manuais de operação.
O Tribunal de Cassação  anulou sem adiamento a sentença do Tribunal de Recurso de Milão, absolvendo Jean Rech e os três funcionários do ATI "porque o fato não existe". Em outras palavras, o Supremo Tribunal Federal entendeu que o Tribunal de Recurso, nas razões de sua sentença, não havia demonstrado a existência do nexo de causalidade pelo qual as causas preexistentes eram capazes de causar sozinhas o acidente. A causa do desastre deve, portanto, ser identificada exclusivamente no grave erro cometido pelos pilotos, que, apesar de terem percebido que as condições atmosféricas teriam determinado uma formação consistente de gelo nas asas (noções básicas para um piloto), acionaram o dispositivo de gelo que o ATR foi fornecido, mas havia negligenciado completamente o ajuste da velocidade da aeronave ao nível necessário para evitar a deterioração do desempenho aerodinâmico e evitar o estol.